# وسایل ترابری

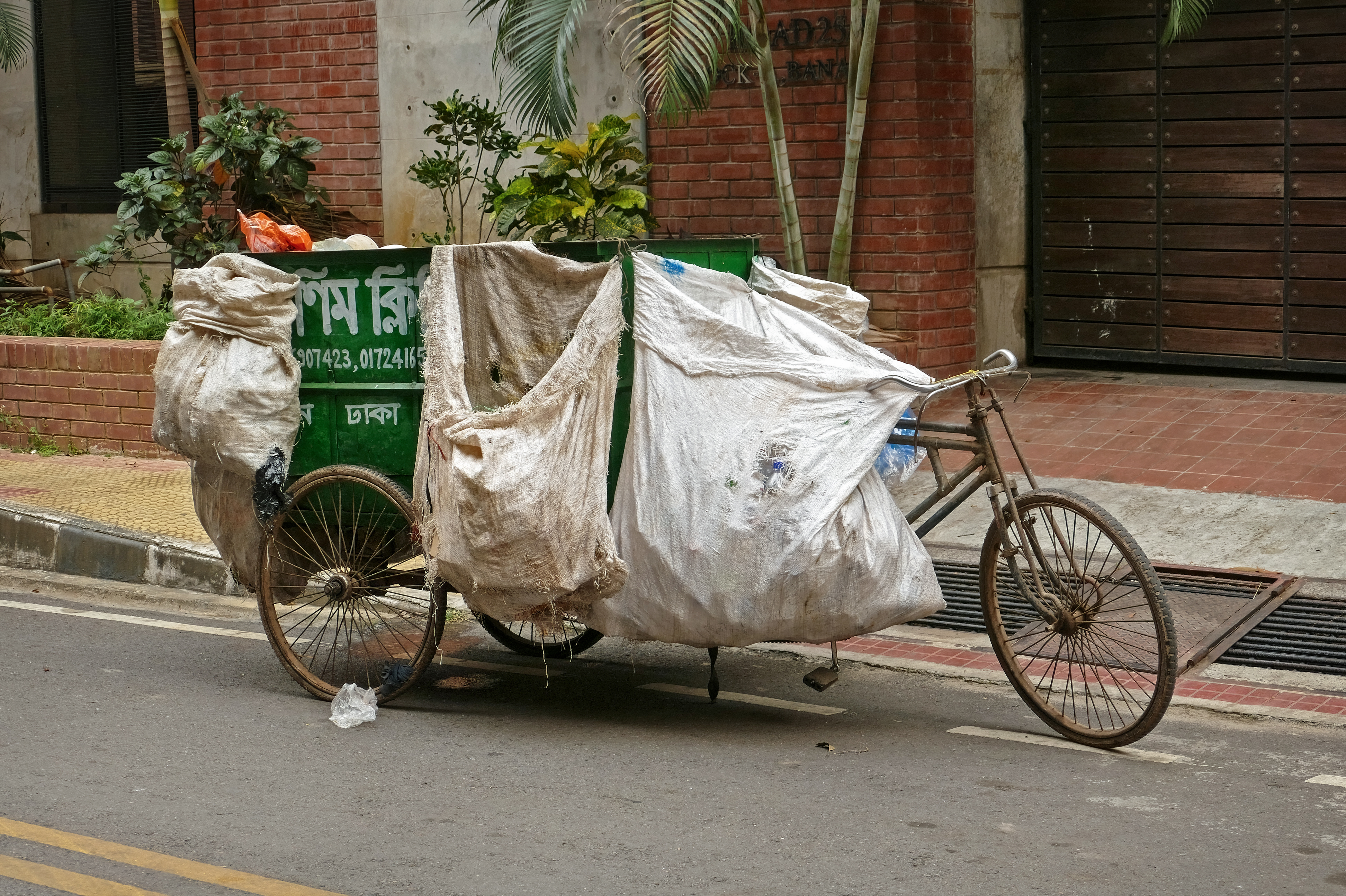
جمع آوری زباله با ریکشا در بنانی، داکا

در علوم اقتصادی، حقوق و ترابری اصطلاحات وسائط نقلیه (به انگلیسی:Means of transport)، وسایل حمل‌ونقل یا وسایل ترابری وسایل ترابری هستند که برای حمل افراد یا بار استفاده می‌شوند.

## نمونه‌هایی برای وسایل ترابری

### برایترابری زمینی
- خودرو
- دوچرخه
- کالسکه‌ها
- جانوران باربر
- جانوران کار
- ریکشاها
- قطارها
- کامیون‌ها
- وسایل نقلیه
- واگن‌ها

### برایترابری آبی
- کشتی‌ها
- قایق‌ها

### برایترابری هوایی
- هواپیماها
- پهپادها

### برایترابری فضایی
- فضاپیما

### برایترابری خط لوله
- لوله‌ها
- شبکه‌های بادی